# الجوابر ماسة
الجوابر ماسة هي إحدى القرى التابعة لجماعة ماسة بإقليم شتوكة آيت باها بجهة سوس ماسة درعة بالمغرب. لغة سكانها تاشلحيت وكلهم مسلمون.

## الجغرافية
تقع بين وادي ماسة والمحيط الأطلسي.
- الإحداثيات:

## طالع كذلك
- ماسة (المغرب).